# Мальтцан, Генрих фон
Генрих фон Мальтцан, барон Вартенбург и Пенцлин (нем. Heinrich von Maltzan, Freiherr zu Wartenburg und Penzlin; 6 сентября 1826, Дрезден, Пруссия, — 23 февраля 1874, Пиза, Италия) — немецкий исследователь, этнограф, лингвист, путешественник и писатель
.

## Биография
Представитель мекленбургского дворянского рода Мальтцанов. Изучал право в Гейдельбергском университете, но по причине плохого здоровья, обучение не окончил. С 1850 года бо́льшую часть своей жизни провёл в путешествиях.
Благодаря финансовой поддержке отца, с 1852 года значительно расширил диапазон своих путешествий. Совершил поездки в Марокко и другие части Варварского берега, до возвращения на родину в 1854 году также побывал в Египте, Палестине и других странах Леванта.
В 1856—57 годах вновь совершил путешествие в Алжир, в 1858 году — по городам Марокко, а в 1860 году ему удалось под именем Абдурахмана, сына Мохамеда, посетить Джидду, а оттуда, по пути паломников под видом пилигрима, пробраться в Мекку и даже взойти на священную гору Арафат. Опасаясь за свою жизнь, вынужден был бежать от разъяренных фанатиков, так и не посетив Медину. Последние два путешествия имели целью исследование финикийских и пунических памятников.
Позже Мальтцан совершил путешествие в Аден и Бомбей. После двух лет учебы в Европе он снова начал путешествовать по островам и странам Средиземноморья. Неоднократно бывал в Алжире.
Мучительные страдания от невралгии заставили его в 1874 году покончить жизнь самоубийством.

## Творчество
Мальтцан был страстным путешественником, внимательным наблюдателем и хорошим рассказчиком. Свои путешествия и приключения он позже описал в книгах:
- «Pilgermuscheln» (1863),
- «Das Grab der Christin» (1865),
- «Meine Wallfahrt nach Mekka» (1865),
- «Drei Jahre im Nordwesten von Afrika» (1868),
- «Reisen auf der Insel Sardinien» (1869),
- «Reise in den Regentschaften Tunis und Tripolis» (1870).

Автор целого ряда научно-популярных работ и эссе. Последняя книга Мальтцана о поездках на юг Аравии (1873) является ценным источником информации о малоизвестной части юга Аравии.
Среди других его заслуг перед наукой — описанная им в поездках в Тунис и Триполи коллекция пунических надписей (1870).